# Pelawad
Pelawad is een bestuurslaag in het regentschap Serang van de provincie Banten, Indonesië. Pelawad telt 11.785 inwoners (volkstelling 2010).